# 인정식
인정식(印貞植, 일본식 이름: 桐生一雄 기류 이치오, 1907년 3월 17일 ~ ?)은 조선민주주의인민공화국의 정치인이자 경제학자, 친일 공산주의 이론가이다. 호는 엽풍(燁豊)이다.
일제강점기 동안 공산주의 운동을 벌였으나, 일제 강점기 말기에 친일파로 변절, 이후 친일 이론가로 활발한 활동을 했다. 해방정국에는 민주주의민족전선에 가입하여 마르크스주의 학술운동 등에 활동하다가 대한민국 정부 수립 후에는 전향하여 국민보도연맹 주요 간부로 활동하였다. 한국 전쟁 때 부인과 딸을 남쪽에 남긴 채 조선민주주의인민공화국으로 월북하여 북조선 농림상 장관을 맡았다. 월북 후 북조선에서는 재혼도 하지 않은 채 사실상 독신인양 지냈다. 호(號)는 엽풍(燁豊). 필명으로 김영호(金英豪), 김수참(金輸懺, 金樹參), 인약화(印若華, 印葯華), 인엽풍(印燁豊, 印葉楓), 인불꽃 등을 썼다. 본관은 교동(喬桐)이다.

## 생애

### 생애 초기
1907년 3월 17일 평안남도 용강에서 소작을 주면서 직접 농사도 지어 당시로서는 부농에 속하는 편의 집안에서 태어나 어려서 한학자인 조부가 개설한 시열재(時說齋)에서 천자문 등의 한학을 배우고 광량만보통학교를 졸업한 뒤인 1917년 세살 위인 노미석과 중매로 결혼했다. 1921년 3월 평양고등보통학교에 다니다가 1925년 일본에 건너가 1926년 호세이 대학 예과에 입학했으나, 1929년 11월, 경제학부 학사 학위 취득 예정을 3개월 앞두고 자퇴했다.

### 공산주의 활동
1927년 9월 와세다 대학에 다니던 조선인 유학생 이우적의 권유로 고려공산청년회 일본총국에 가입하여 일본지회 소속으로 핵심적인 역할을 했다. 1928년 6월부터 제4차 조선공산당 일본총국 위원 및 고려공산당청년회 일본부 조직위원 겸 책임비서, 도쿄서부 야체이카(세포)의 책임자 등을 지냈다. 이 시기에 고려공산당청년회의 기관지 <조선청년> <레닌주의> 등의 간행 일을 맡아했다. 1930년대 한국농촌사회 성격논쟁에서 일본 '강좌파'의 영향을 받은 '半봉건론'의 핵심이론가이자 민족주의 진영의 개량운동을 통렬히 공박한 저널리스트였다. 1928년 일본총국 검거사건이 나자 국내로 일시 피신했다가 그해 일본총국 재건 사명을 띠고 다시 일본으로 들어가 조직부의 일을 맡아 조선공산당 중앙에서 판견된 박문병 등과 함께 도쿄 오사카 등지의 잔류인원을 모아 재건활동을 했다.
1929년 5월 일제의 치안유지법에 의거하여 사회주의 사상 탄압을 대대적으로 개시하면서 조선공산당 일본총국에도 영향을 미쳤는데, 일본총국에 대한 제2차 검거선풍을 피해 국내로 귀국하여 경성부 지역을 중심으로 청년 및 학생 야체이카 건설을 시도했다. 같은 해 6월 말 경기도에서 일제 경찰에 체포되었고, 1931년 3월 치안유지법 위반으로 징역 6년을 선고받았다. 이후 서대문형무소와 대전형무소에서 복역하다 1934년 11월 가출옥했다. 인정식의 딸 인병선(53 시인)은 "아버지는 수감 당시에 엄청난 양의 독서를 했다고 들었다 아버지가 출감한 뒤에 어머니께서 '나는 공부를 일본 대학시절이 아니라 감옥에서 했다"고 전했다.
출옥직후인 1935년 2월 무렵부터 고향에서 청년들을 모아 독서회를 조직하고 독본을 만들어  야학을 개설하고, 청소년과 농민들에게 민족의식, 공산주의 등을  고취하는 데 힘썼다. 1935년 여름에는 경성부로 상경하여 조선중앙일보사에 기자겸 논설위원으로 입사한 뒤 조선중앙일보, 월간지 비판, 월간지 중앙 등에 조선농업경제에 관한 다수의 평론을 발표했다. 이후 1930년대 중반에는 박문병과의 사회성격과 농업문제 논쟁을 거치면서 대표적인 좌파 성향의 농업경제학자로 유명해졌다.

### 친일행적
1938년 4월 공화계 야학 사건의 주모자로 검거되었다. 공화계 야학은 인정식의 고향에서 인정식의 감화를 받은 청년들이 만든 비밀결사였다. 같은 해 말에 사상전향을 서약하고 석방되었는데, 당시 정치범들은 전향서를 안 쓰면 석방되지 않았기 때문에 석방되려면 전향서를 꼭 써야했다. 이후 1945년 8월 광복이 되는 시점까지 일제에 적극 협력하며 친일 이론가, 학자로 활동했다.
인정식이 풀려난 직후인 1938년 월간지 《삼천리》 11월호에 친일논설을 기고한 이후, 다음달 12월에는 부민관에서 “시국유지원탁회의”라는 회의가 열려, 이광수, 현영섭, 차재정, 주요한, 조병옥 등 유력 인사들과 함께 인정식도 참여했다. 이때는 중일 전쟁 발발과 함께 조선과 일본 사이의 문제가 세계라는 무대로 확대되어 사회주의자였던 인정식이 취할 수 있는 입지가 크게 좁아져 있었다.

월간지 《인물평론》 1940년 1월호에 인정식이 기고한 논설. 〈내선일체의 문화적이념〉이라는 제목을 시작으로 내선일체를 적극 지지하는 내용의 글이다.

당시 인정식의 발언은 내선일체 문제를 고찰할 때 “조선인의 행복과 번영을 중심적인 입각점으로 삼아야 한다.”면서도, “현실을 직시하고 받아들여야 한다.”는 내용을 담고 있다. 이는 조선적인 것을 완전히 박멸하고 철두철미 일본화할 것을 주장하는 현영섭과는 대립되는 입장이었다.
인정식은 이후 친일전향 단체 대화숙에서 활동한다. 내선일체 이론가로서 《동양지광》 등을 통해 기고 활동을 벌이며, 해외 침략을 통해 다민족 국가로 팽창해 갈 신체제 제국에서 한민족도 다민족의 하나로서 식민지 종주국 일본과 동등한 위치를 획득할 것이라는 논리를 전개했다. “징병·의무교육·총동원 문제로 군부와 총독부 당국에 민간유지가 문의하는 회(會)” 등 전쟁 지원 종용을 위한 좌담회에 참석하고, 조선언론보국회 주최의 강연회에서 본토결전을 외치기도 했다.

### 광복 이후
광복 후 동국대학교 교수로 재직하면서 일제의 토지조사 사업을 식민지 수탈 정책으로 파악하는 논문 등을 발표했다. 1947년 박헌영 체포령 해제를 요청하기 위해 농민 대표들이 미소공동위원회를 방문했을 때 전국농민조합연맹 대표 자격으로 동행했다. 초기 조선공산당 출신의 김찬이 사장을 맡아 창간한 조봉암 당시 농림부장관 계열의 《농림신보》에서 편집국장을 맡기도 했다.
1949년에는 국민보도연맹에 가입하여 '남로당노선 비판기'등 논문을 쓰며 적극적으로 보도연맹 활동을 하였다.
1950년 한국 전쟁이 발발하여 북조선으로 갔다. 그러나 비슷한 경력을 가진 좌익계 월북 학자들과는 달리 인정식은 북조선에서의 활동이 전혀 확인되지 않는다. 인정식이 실종될 때 고등학생이었던 딸 인병선이 후에 시인 신동엽과 결혼하여 두 사람은 장인-사위 관계이다.

## 사후
2008년 민족문제연구소가 발표한 친일인명사전 수록예정자 명단 중 교육/학술 부문에 포함되었다.
1986년말에 임영태는 <식민지시대 사회운동>이라는 논문에서 "해방의 시점에서 한국농촌경제관계를 마르크스주의 이론으로 실증적으로 분석해낼 수 있는(일정하고도 적절한 훈련과정을 거친) 최고수준의 인물이라면 인정식 임에 틀림없다"고 기록했다.

## 참고자료
- 장용경. “인정식 : '帝國'안에서 소수민족으로 살기”. 한국역사연구회 웹진. 2007년 9월 27일에 원본 문서에서 보존된 문서. 2008년 2월 25일에 확인함.
- 장용경 (2002년 2월 1일). “두 사람, 같은 시대 다른 길(2) - 대담 조선민중의 진로”. 월간 사회운동. 2008년 2월 25일에 확인함.
- 김인덕 (2000년 11월 1일). 〈조선공산당 일본총국과 김천해〉. 《한국현대사와 사회주의》. 서울: 역사비평사. ISBN 8976965132.
- 권은정 (2006년 3월 16일). “[권은정의인터뷰무제한] 못다한 시인과 사랑 짚풀로 엮고 엮었지”. 한겨레. 2008년 2월 25일에 확인함. |제목=에 지움 문자가 있음(위치 1) (도움말)